# Volvo Concept You
La Volvo Concept You è una concept car costruita dalla casa automobilistica svedese Volvo e presentata al salone dell'automobile di Francoforte nel settembre del 2011.

## Il contesto

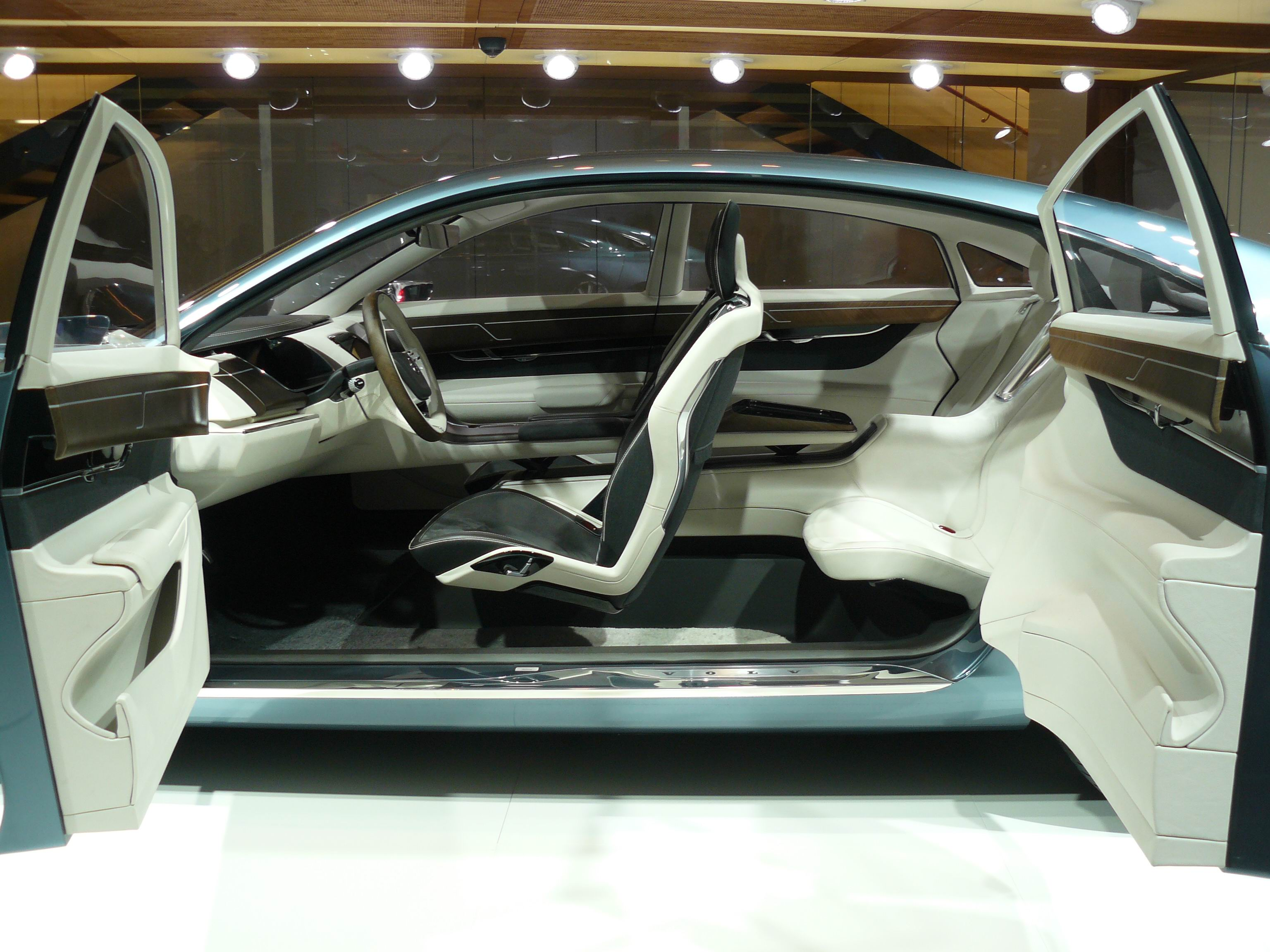
Interni

È una coupé a quattro porte con carrozzeria fastback e deriva a sua volta dal prototipo Volvo Concept Universe presentato all'inizio del 2011.
Lo stile si ispira al design scandinavo dove semplicità ed eleganza rappresentano gli ingredienti chiave; l'estetica richiama quello di due modelli Volvo del passato, la Volvo PV544 del 1943 e la Volvo Amazon del 1956.
La carrozzeria è caratterizzata dall'apertura delle portiere posteriori controvento, con un sistema di accesso all'abitacolo "ad armadio" con l'assenza del montate centrale.
Volvo ha sviluppato questa vettura con l'idea di mettere al centro di essa il guidatore e i relativi passeggeri a bordo, dal cui concetto deriva proprio il nome dell'auto, ovvero You.
Nel prototipo tutti i tasti presenti sulla plancia sono stati sostituiti da un touch screen che controlla tutte le funzioni dell'auto attraverso comandi tattili.
L'auto è basata sulla nuova piattaforma chiamata Scalable Product Architecture (SPA), che ha debuttato sulla Volvo Concept Universe e ha fatto poi da base per alcuni modelli futuri della casa di Göteborg quali la Volvo S90.